# 庫約特南戈
庫約特南戈（西班牙語：Cuyotenango），是危地馬拉的城鎮，位於該國西南部，由蘇奇特佩克斯省負責管轄，面積238平方公里，海拔高度312米，2002年人口41,217，人口密度每平方公里173.18人。
14°32′N 91°34′W / 14.533°N 91.567°W